# フーア

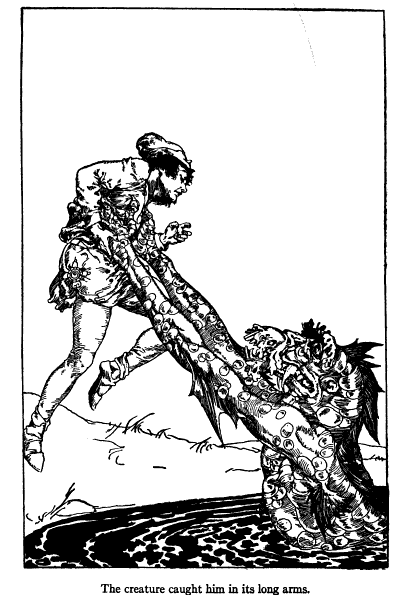
人間に掴みかかる川淵のフーア。—ウィリー・ポガニー画。パドリック・コラムの創作民話『アイルランド王の息子』（1916年）。

フーア（スコットランド・ゲール語：fuath「憎悪」; 音写 vough, vaugh ）は、スコットランドのハイランド地方の民間伝承の凶悪な精霊や妖怪。特に水にまつわるとされ、のちには様々な水妖・水霊を亜種・眷属として含む魔物の総称と解釈された。
北部サザランド州の伝承では、フーア女と骨なしのブロラハンの母子が「フーアの粉ひき小屋」に憑いたとされる。異聞ではそのブロラハン小屋で目撃された個体は、金髪で緑の服を着る鼻無しバンシーだった。
この小屋で捕縛された話もあり、川瀬で動揺したのを寸鉄（錐や針）で刺して御すことができたが、灯りを照射するとゼリー状の塊と化してしまった。同じ地主（デンプスター家）の牧羊地の個体は足が不自由で、背負うとその足に水かきがついていた。
同州の某家では代々、鬣や尻尾がついた子が生まれるが、先祖がフーアを嫁にした子孫との噂がたっていた。これらの合成像がフーアの概説として流通するが、批判もされている。

## 用語
スコットランド・ゲール語の名詞フーア fuath （複数形：フーハン fuathan;「憎悪・嫌悪」の意）に由来する。
発音は「フーア」（ブリッグスは /foo-a/と表記）であるがヴォ― vough 等とも音写されており、 fouah, vaugh, baugh 等の音写表記もみられる。
別名アラハト（Arrachd）またはフーア・アラハトとも。

### 定義
スコットランドのハイランドの、ゲール語の民間伝承において 、とりわけ水にまつわる凶悪な精霊や妖怪の総称、と解説される。
ジョン・フランシス・キャンベルはフーアを湖・川・海などと関わる水の精と考えたが、ジョン・グレガーソン・キャンベルはこれを誤りとし、フーアは必ずしも水にまつわらない霊や幻影であるとした。このうちJ・F・キャンベルのほう（水霊説）に支持表明をしているのが、神話本を多作しているジャーナリスト作家ドナルド・A．マッケンジーである。

#### 特徴
J・F・キャンベルは（地域限定の）総論として、「サザーランド（サザランド州）のフーアは、水の精であって、男と女の区別がある。水掻きのついた足をして、髪は黄色く、服は緑で、尾とたてがみがあるが、鼻はない。陽気な連中であるが、光に会うと死んでしまい、鉄の武器には打ち負かされる。そして小川を渡るだんになると、落ち着きがなくなる」（井村君江訳）と『西ハイランドの民話』に述べている。
これはサザランド州からフーアにまつわる数編の民話から属性を拾って合成してしまっているわけだが、それは過ちであるともう一人のキャンベルは批判している。例えば同州のマンロー家は、先祖がフーアと結婚した
数世代にわたり鬣や尻尾がついて生まれると噂話を立てられていた。そこから、元のフーアも鬣や尾を有するものと結論されている。
また、同州では緑の衣服を着ているのが一般論になっているが、後に紹介された例では、「黄金とシルクの衣装」を着ていた妖術使いの女性が、急斜な川岸からリバー・シンに走り飛び込むのを、サザランド州の番人が目撃したと伝聞される。

## フーアの亜種
フーアの亜種とされる妖精には、以下が挙げられる。ドナルド・A．マッケンジーの著書（1935年）で以下の分類の多くがおこなわれており、のちブリッグスの妖精事典（1976・1977年）も「フーア」の項でそれを参照している。
- ピアレイまたはピヤレイ[9][4][5]
- フィジアル[4][5]
- ベヒル（近年の口承伝承において[5]）
- ウリシュクの多く[注 9][注 10][4][5]
- シェリーコート（英語版）[5][4]
- ナックラヴィー[注 10][4]

## 民話例
フーアの息子の説話「ブロラハン」（およびそのいくつかの類話）は、J・F・キャンベルの『西ハイランドの民話』(1860年)所収であるが、そもそもデンプスター女史が採話者（1859年）であり、キャンベル昔話集への提供者であったことが述べられている。それらの背景舞台は「フーアの粉ひき小屋」も含めてデンプスター家の所有地（「スキボ城の領地」とも称される）内にあるが、シャーロットはその親族である（ジョン・ハミルトン・デンプスター大佐の妾腹の娘ハリエットの孫）。
- (1) J・F・キャンベル編「ブロラハン」（1860年）[17]、デンプスター編（1888年）「フーアの息子ブロラハン（ブロラハン・マクヴォー）」[8]（北部サザランド州、ミグデール湖（英語版）の端の沢が流れる「渓谷の粉ひき小屋」ムーリン・ナ・グレン[20]

語り手の「寡婦のマリー・カルダー」が朗誦したこの一編では、ブロラハンという怪異の母親がフーアである。ブロラハンには目口があるが、定まった体形がなく、「私自身」と「あなた自身」の二言しか喋れない。
ブロラハンが小屋で火にあたっていたところ、小屋に住みついた身体障碍者、通称「粉ひき小屋のアリー」・マレーが泥炭を乱暴にくべて火傷させた。しかし言葉の限界のせいで犯人を母親のフーアに伝えることができなかった。
- (2) J・F・キャンベル編「フーアの粉ひき小屋」（1860年）[22]、デンプスター編（1888年）「ムーリン・ナ・ヴアハのヴォー」[18]（北部サザランド州、同上の粉ひき小屋、別名。デンプスターの音写に従えば、「（定冠詞）フーア the fuath」はナ・ヴォー na vaugh、「フーアの of the fua」の意の属格はナ・ヴアハ na vuagha となる。

インベランに住む男が賭けをし、小屋の「ケルピー」（フーア）を捕獲して連れて帰ると豪語した。黒い鼻づらの犬を連れた甲斐あり成功し、二頭目の馬に繋ぎとめて戻ってきた。ミグデール湖の南端の沢を渡るときにざわつき始めたので、靴屋の錐と縫い針で刺しておとなしくさせた。フーアは、曲った錐ならよいが、針は遠ざけてくれと嘆願した。友達が出迎えて明かりを向けると、崩れ落ち、そこにはゼリー状の塊しかなかった。荒野でみつかる「墜とされし星（ドロップド・スター）」と呼ばれる正体不明の物体にそっくりだった。
- (3) J・F・キャンベル編無題、類話4（1860年）[23]、デンプスター編（1888年）「水のバンシー、ヴォー、または妖術女」[19]（北部サザランド州ミグデール湖、同上の粉ひき小屋。[注 17]

ブロラハンが出入りする粉ひき小屋で目撃されたバンシー（妖精女）は、熟しした麦のように黄色い髪で、緑のシルクの衣服を着ていた。だが鼻がなかった。
- (4) J・F・キャンベル編無題、類話5（1860年）[24]、デンプスター編（1888年）「水かき足のケルピー」[19]（北部サザランド州、同じデンプシー家所有の羊牧場。[注 18]

（当家の）羊飼いが、汚れて足が不自由になったバンシーを見つけ、背負ってやったが、その足に水かきがあるのを見つけると放棄し、彼女の敷布を奪って投げ飛ばした。

## 補注
1. ↑  作中、"fua"と表記。『アイルランド王の息子』「光の剣」の章。
2. ↑  井村は「フーハン」fuathan は総称としているが[3]、キャサリン・ブリッグズ[4]からの直訳転載であろう。英語原文ならば総称が複数形なこともあろうが、日本語に直すときは通常は「フーア族」等と単数形を維持するところである（ 総称が"ghosts"だとして「ゴースツ」と訳すのは、ふつう避ける）。言語辞典の典拠が欲しいところだが、ローズの幻獣辞典『Giants』の"fuath"の項に、fuathanは複数形(pl.)と記載され[1]、ブラック講師も"ghosts, apparitions, fuathan"と併記する[2]。
3. ↑  "ScG, hatred, aversion".
4. ↑  ゲール語は先行語によっては語頭変化（鼻音化）を起こす言語であるため、その時にはヴーア（bhfuath）という語形・発音になる。
5. ↑  マッケンジー著『スコットランドのフォークロアと庶民生活』1935年。ブリッグズ女史もマッケンジーの支持に触れている
6. ↑  この段落は井村『妖精学大全』にも和訳掲載されるが、ブリッグスの妖精事典以前の著書（Briggs (1967), pp. 52–53）でも引用されている。
7. ↑  なお、フーアは棘で覆われた長い尻尾が、緑の衣服の中から延びている、という合成像もキャロル・ローズ『世界の怪物・神獣事典』（「フーア」の項）にみえる[1]。
8. ↑  採話者シャーロット・デンプスター（英語版）が、本家デンプスター家に仕える番人（keeper、森番）の話として採集。
9. ↑  マッケンジーは、ピヤレイはフーアであると直接明言する。ピヤレイまたはウリシュクの一形態がシェリーコートとするので、後者の二種も間接的にフーアとしたことになる（"Peallaidh was a fuath... a form of Peallaidh or the urisk on the east coast of Scotland in the Lowlands was shellycoat"）。
10. 1 2  ブリッグスはピヤレイ、フィジアル、シェリーコートについてはフーアとし、ウリシュクはその多くがフーア、ナックラヴィーは察するにフーア、とする（"many at least of the urisks, and presumably nuckelavee"）。
11. ↑  単に「M・カルダー」（Widow M. Calder）とも表記。
12. ↑  フーア( fuath, vough の両方の綴りが使われる)。
13. ↑  デンプスターは、ブロラハンをマン島のグラシャンやブロウニーと同等とする。また、レジナルド・スコット（英語版）の『魔女術の発見』（1584年）に言及される「骨なし（ボーンレス）」なバグないしゴブリンと同じだと述べる。後者の比較は井村も記載する[21]。
14. ↑  小屋の利用者から粉を分けてもらって生活している。
15. ↑  ブリッグスはこの民話を「ネモ」系の説話とするが[4]、「ネモ」とは「誰でもない」を意味するラテン語で、オデュセウスが自分を「誰でもない」（ギリシア語ではオウティス（英語版））と名乗ったことへの言及である。オデュセウスがこの名でキュクロペスを騙したエピソードとの比較はキャンベルも着目しており、類話9（p. 198）として挙げている。
16. ↑  キャンベルの"Tubernan"は誤記で"Inveran"が湖より北西にある実在の町（デンプスターの記載と比較）。
17. ↑  キャンベルの湖名"Nigdall"は誤記で"Migdall"とデンプスターのテキストにはみえる。
18. ↑  農場名は記されないが、粉ひき小屋から数キロ離れたところには当家の地内のクレイック（英語版）が牧羊で知られる。
19. ↑  原文はプラッドとあるが、必ずしもタータン柄でなく布地ほどの意味らしい。